# Eta vesjolaja planeta
Eta vesjolaja planeta (russisk: Эта весёлая планета) er en sovjetisk spillefilm fra 1973 af Jurij Saakov og Jurij Tsvetkov.

## Medvirkende
- Viktor Sergatjov
- Leonid Kuravljov
- Jekaterina Vasiljeva
- Savelij Kramarov — Prokhor
- Natalja Kratjkovskaja